# Eloria albicollis
Eloria albicollis är en fjärilsart som beskrevs av Max Wilhelm Karl Draudt 1927. Eloria albicollis ingår i släktet Eloria och familjen tofsspinnare. Inga underarter finns listade i Catalogue of Life.